# Otto von Bülow (Marineoffizier, 1874)
Otto Friedrich Wilhelm von Bülow (* 25. Juni 1874 in Blumenthal; † 16. Oktober 1930 in Nordhausen) war ein deutscher Kapitän zur See der Kaiserlichen Marine.

## Leben

### Herkunft
Otto von Bülow entstammte dem mecklenburgischen Uradelsgeschlecht derer von Bülow. Er war ein Sohn des Hafeninspektors  Bodo Wilhelm Karl Friedrich von Bülow (1841–1913) und Elisabeth, geb. Vogel (1848–1933).

### Werdegang
Otto von Bülow trat am 9. April 1892 in die Kaiserliche Marine ein und wurde am 10. April 1893 Seekadett. 1894 war er auf der Stosch und ab dem 24. September 1894 an die Marineschule kommandiert. Am 15. September 1895 zum Leutnant zur See befördert, war er im gleichen Jahr Kompanieoffizier in der IV. Matrosenartillerie-Abteilung in Cuxhaven. 1898 war er auf der Hela und wurde am 13. Februar 1899 Oberleutnant zur See. Am 26. April 1904 wurde er Kapitänleutnant und war Seekadettenoffizier auf der Stein. Bis zu 17. Mai 1904 hatte er u. a. den Kronen-Orden 4. Klasse mit Schwertern, den Großherrlich Türkischen Osmanié-Orden 4. Klasse und den Großherrlich Türkischen Medjidie-Orden 4. Klasse erhalten. 1907 war er Artillerieoffizier auf der Wittelsbach und im darauffolgenden Jahr bis zur Außerdienststellung Erster Offizier auf der Nautilus. Mitte November 1908 kam er in gleicher Position auf die Albatross, welche die Aufgaben der Nautilus übernommen hatte. Am 22. März 1910 wurde er Korvettenkapitän und war im gleichen Jahr Direktionsoffizier an der Ingenieur- und Deckoffizierschule in Wilhelmshaven. 1912 war er Erster Offizier auf der Scharnhorst.
Später war er bis November 1914 Kommandant des Streuminendampfers Kaiser. Unter seinem Kommando legte es zusammen mit den Minenkreuzern Albatross und Nautilus am 9. September 1914 eine große Minensperre in der Nordsee. Anschließend war er Kommandant der Pelikan. Am 17. Oktober 1915 wurde er Fregattenkapitän.
Im Juli 1916 übernahm er mit der Indienststellung die Bremse, musste aber bereits im August 1917 das Kommando krankheitsbedingt abgeben.
Am 17. Oktober 1917 stieß die Bremse unter dem Kommando von Siegfried Westerkamp zusammen mit ihrem Schwesterschiff Brummer unter dem Kommando von Fregattenkapitän Max Leonhardi gegen die alliierten Geleitzüge zwischen Norwegen und Schottland vor. Dabei wurden im Seegefecht bei den Shetland-Inseln die britischen Zerstörer Strongbow und Mary Rose sowie neun skandinavische Handelsschiffe versenkt. Neben den Vorwürfen, hilflose Schiffbrüchige beschossen zu haben, wurde den Deutschen vorgehalten, dass sie neutrale Handelsschiffe versenkt hätten, ohne den Besatzungen Gelegenheit zu geben, sich in die Rettungsboote zu begeben. Nach dem Krieg kamen von Bülow; und nicht Westerkamp; und Leonhardi als möglicher Kriegsverbrecher auf die Auslieferungsliste der Entente.
Bis April 1918 war er erkrankt und wurde am 28. April 1918 zum Kapitän zur See befördert. Anschließend war er bis September 1918 zur II. Werft-Division kommandiert. Er erkrankte erneut und wurde am 27. Januar 1920 aus der Marine verabschiedet.
Bis Mitte Februar 1918 war er u. a. mit dem Roten Adlerorden 4. Klasse ausgezeichnet worden.

### Familie
Otto von Bülow heiratete am 8. Juli 1908 in Altona Johanna Meyer (1883–1937). Ihr gemeinsamer Sohn war der spätere Marineoffizier Otto von Bülow.